# Olympische Sommerspiele 1928/Wasserball

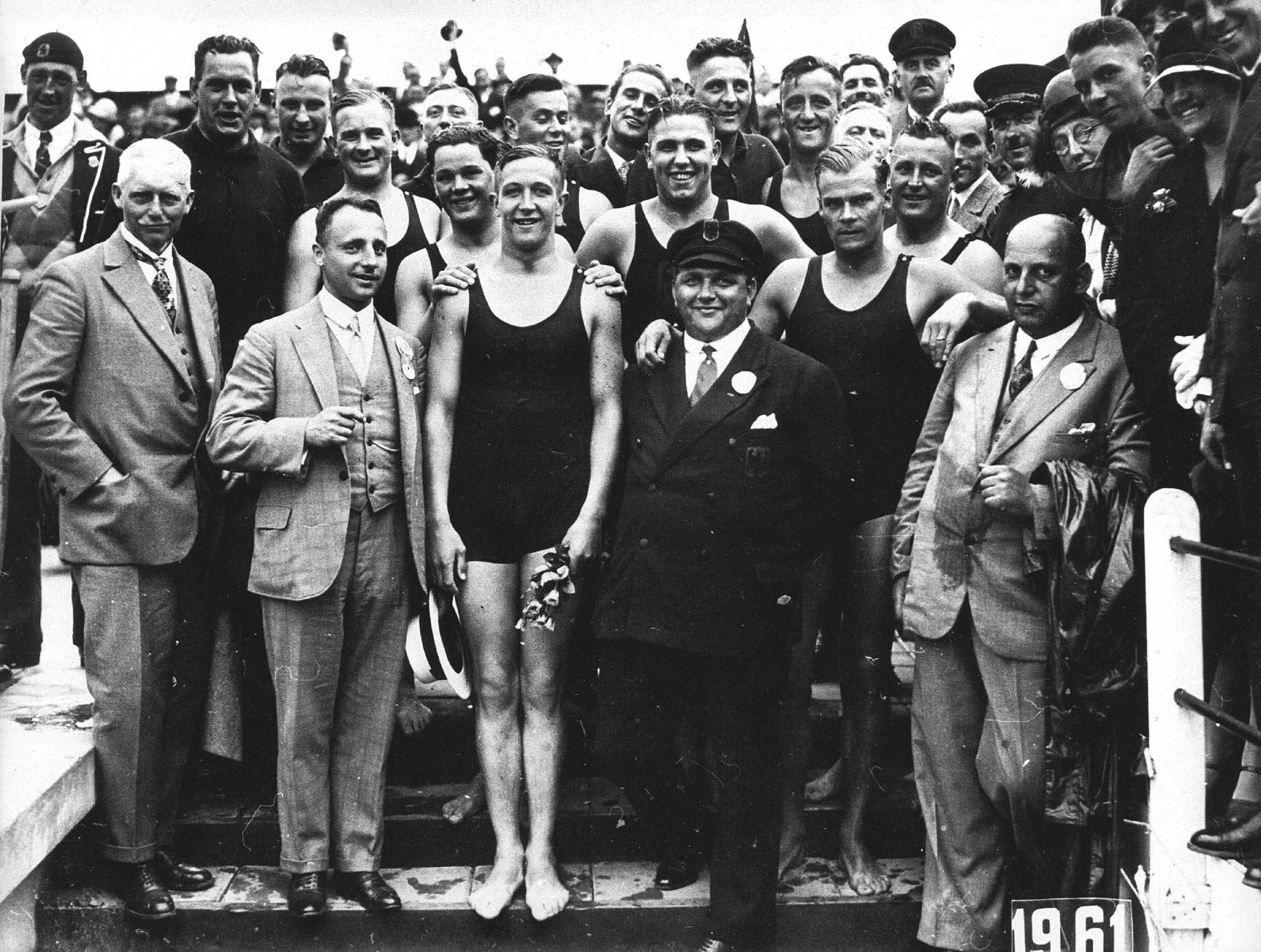
Deutsche Wasserballmannschaft

Bei den IX. Olympischen Spielen 1928 in Amsterdam fand ein Wettbewerb im Wasserball statt. Austragungsort war das Olympisch Zwemstadion. Das Turnier endete mit dem überraschenden Sieg der deutschen Mannschaft und brachte die erste olympische Goldmedaille eines deutschen Teams in einer Ball- und Mannschaftssportart überhaupt.

## Medaillengewinner
| Platz | Land | Athleten |
| ----- | ---- | --- |
| 1     | GER  | Max Amann, Karl Bähre, Emil Benecke, Johannes Blank, Otto Cordes, Fritz Gunst, Erich Rademacher, Joachim Rademacher                                        |
| 2     | HUN  | István Barta, Olivér Halassy, Márton Homonnai, Sándor Ivády, Alajos Keserű, Ferenc Keserű, József Vértesy                                                  |
| 3     | FRA  | Henri Cuvelier, Paul Dujardin, Henri Padou senior, Jules Keignaert, Émile Bulteel, Achille Tribouillet, Ernest Rogez, Albert Thévenon, Albert Vandeplancke |

In den Genuss einer Medaille und die Aufnahme in die Liste der anerkennten Olympiateilnehmer kamen nach den damaligen IOC-Regularien nur Aktive, die mindestens ein Spiel absolviert hatten. Dieses war für Nicht-Stammspieler jedoch schwierig, da zu jener Zeit analog zum Fußball während der Partie nicht gewechselt werden durfte.

## Turnier
Die 14 beteiligten Teams trugen ein K.-o.-Turnier aus, wobei die USA und Deutschland in der ersten Runde ein Freilos hatten. Nach dem Viertelfinale und dem Halbfinale wurde im Finale der Olympiasieger ermittelt. Zum Schluss gab es noch drei Spiele, um den Gewinner der Bronzemedaille zu ermitteln. Dabei mussten sich die Halbfinalverlierer in einer weiteren K.-o.-Runde gegen jene Teams behaupten, die gegen den späteren Olympiasieger verloren hatten.

### Vorrunde
| 4. August | Ungarn           | Argentinien            | 14:0 (9:0) |
| 4. August | Tschechoslowakei | Vereinigtes Königreich | 2:4 (0:1)  |
| 4. August | Frankreich       | Spanien                | 4:0 (2:0)  |
| 5. August | Niederlande      | Schweiz                | 11:0 (3:0) |
| 5. August | Belgien          | Irischer Freistaat     | 11:1 (6:0) |
| 5. August | Malta            | Luxemburg              | 3:1 (1:1)  |

### Viertelfinale
| 6. August | Frankreich             | Malta              | 16:0 (8:0)      |
| 6. August | Vereinigtes Königreich | Niederlande        | 5:3 n. V. (2:2) |
| 6. August | Belgien                | Deutsches Reich    | 3:5 n. V. (2:0) |
| 6. August | Ungarn                 | Vereinigte Staaten | 4:0 (2:0)       |

### Halbfinale
| 7. August | Vereinigtes Königreich | Deutsches Reich | 5:8 (1:5) |
| 7. August | Ungarn                 | Frankreich      | 5:3 (1:1) |

### Finale
| 10. August | Deutsches Reich | Ungarn | 5:2 n. V. (0:2, 2:2) |

### Spiele um Platz 3
| 11. August | Frankreich | Vereinigtes Königreich | 8:1 (4:1) |
| 11. August | Frankreich | Vereinigte Staaten     | 2:1 (1:1) |
| 11. August | Frankreich | Argentinien            | 8:0 (4:0) |